# Studienausgabe
Als Studienausgabe bezeichnet man zum einen eine – insbesondere für Studenten – hergestellte Ausgabe eines Fachbuchs oder Nachschlagewerks, die inhaltlich der Standardausgabe entspricht, aber aufgrund geringwertigerer Verarbeitung in Papier und Einband und einfacherer Gestaltung wesentlich preisgünstiger ist. Oftmals werden Studienausgaben aus wirtschaftlichen Erwägungen der Verlage erst längere Zeit nach Erscheinen der Originalausgabe hergestellt, damit der Verkauf der Originalausgabe nicht zugunsten der preiswerteren Studienausgabe zurückgeht. Auch kann es aus Verlagssicht sinnvoll sein, eine Studienausgabe erst dann herzustellen, wenn eindeutig erkennbar ist, dass das veröffentlichte Buch tatsächlich den Rang eines Standardwerks erreicht hat und allgemein rezipiert wird. 

## Wissenschaftlicher Terminus
In der Literaturwissenschaft wird als Studienausgabe eine editionswissenschaftliche Form des Abdrucks bezeichnet. Um das Lesen eines Variantenapparats zu vereinfachen, bzw. obsolet zu machen, werden hier zwei Fassungen eines Werks synoptisch (also nebeneinander) abgedruckt – teilweise auch als Faksimile. Somit können beispielsweise zwei unterschiedliche Fassungen von Goethes Willkommen und Abschied verglichen, diskutiert und studiert werden, ohne sich Vorwissen über das Lesen eines Variantenapparats aneignen zu müssen.
Ausgaben, die dies nicht nur punktuell, sondern in aller Breite versuchen, nennt man historisch-kritische Ausgabe.
Die oben als „Standardausgabe“ bezeichnete Publizierung ist literaturwissenschaftlich gesehen die Leseausgabe. Ist diese durch Wissenschaftler von (Über)Setzungsfehlern bereinigt, wird sie kritische Ausgabe genannt.